# عدنان القيسي
عدنان عبد الكريم أحمد القيسي الفرضي (1 آذار/مارس 1939 - 6 أيلول/سبتمبر 2023) أسطورة المصارعة العراقية ومصارع محترف، لعب في اتحادات مشهورة مثل دبليو دبليو إي وجمعية المصارعة الأمريكية وNWA وأدى شخصيات مختلفة، أبرزها بيلي الذئب الأبيض والشيخ عدنان القيسي والجنرال عدنان، كما كان مدير مصارعين أساطير أمثال بيلي غراهام وجيري كرشر بلاكول وبوب أورتن الأب. هو ابن أخ الشيخ قاسم القيسي الذي كان مُفتيًا للعراق.
في عام 1971 هزم أندريه العملاق في ملعب الشعب ببغداد تحت رعاية صدام حسين، صديقه السابق في المدرسة الثانوية. وشارك في الاتحاد العالمي للمصارعة، وفي 7 ديسمبر 1976، فاز ببطولة العالم للفرق الثنائية (دبليو دبليو إي) مع الزعيم جاي سترونج بو [الإنجليزية].
في عام 1981، انضم عدنان إلى جمعية المصارعة الأمريكية، ثم انضم إلى الاتحاد العالمي للمصارعة في عام 1990، وأدار مباراة تحت اسم "الجنرال عدنان" بين ذا آيرون شيك مع سايكو سيد ضد هولك هوجان وأولتيمت واريور. وأصبح أول عراقي وعربي يتنافس في حلبة WWF/E.

## حياته
ولد عدنان بن عبد الكريم أحمد القيسي في بغداد، حيث كان والده إمامًا، وكان أحد زملائه في المدرسة الثانوية صدام حسين، لعب كرة القدم وكان مصارعًا هاوياً في العراق، حصل على منحة للعب كرة القدم الأمريكية في جامعة هيوستن، ثم انتقل إلى جامعة ولاية أوكلاهوما، حيث ظهر كمصارع، وكاد أن يتأهل للمنتخب الأولمبي الأمريكي، ولكن لم يُقبل لأنه لا يحمل الجنسية الأمريكية.

## سيرته
في عام 2005، نشرت تريومف بوكس مذكراته تحت عنوان شيخ بغداد: حكايات المشاهير والرعب من الجنرال عدنان.

## وفاته
توفي عن عمر ناهز الرابعة والثمانين في 6 سبتمبر 2023.

## وصلات خارجية
- عدنان القيسي على موقع IMDb (الإنجليزية)
- عدنان القيسي على موقع CageMatch worker (الإنجليزية)
- عدنان القيسي على موقع عالم المصارعة على الإنترنت (الإنجليزية)
- عدنان القيسي على موقع عالم المصارعة على الإنترنت (الإنجليزية)